# 10:2-Fluortelomeralkohol
10:2-Fluortelomeralkohol ist eine chemische Verbindung aus der Gruppe der Fluortelomeralkohole.

## Vorkommen
10:2-Fluortelomeralkohol wurde häufig in Hausstaub und in der Umwelt nachgewiesen.

## Gewinnung und Darstellung
10:2-Fluortelomeralkohol kann durch Telomerisation gewonnen werden.

## Eigenschaften
10:2-Fluortelomeralkohol ist ein farbloser Feststoff, der löslich in Wasser ist.

## Regulierung
Da 10:2-FTOH eine Perfluorheptylgruppe enthält und damit die Definition eines PFOA-Vorläufers laut Stockholmer Übereinkommen sowie EU-POP-Verordnung erfüllt, unterliegt der Stoff einem weitreichenden Verbot. Zudem fällt er auch unter die Beschränkung von Perfluorcarbonsäuren der Kettenlängen C9–C14, ihrer Salze und Vorläuferverbindungen in der REACH-Verordnung.